# عملة 2 ين
عملة 2 ين (二圓金貨) كانت فئة من الين الياباني أصدرت في فترة قصيرة. في السنة الأولى من سك العملات في عام 1870 سكت مئات الآلاف من هذه العملة الجديدة، انخفضت هذه الأرقام بشكل حاد بعد قلة الفضة باليابان. حلت المشكلة في نهاية القرن التاسع عشر اليابان في نهاية المطاف على إمدادات من السبائك الذهبية في نهاية القرن ولكن لم تسك عملة 2 ين مرة أخرى. وبعد مرور ما يقرب من مائة عام ألغيت العملة رسميًا. يبيع ويشتري العملة علماء العملات للدراسة الأكاديمية وجامعي العملات.

## الإصدارات
ميجي

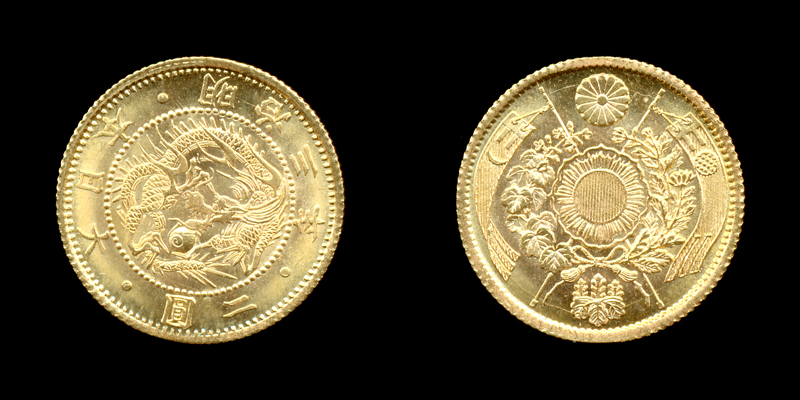
عملة 2 ين من عام 1870 (عام 3)

فيما يلي إصدارات 2 ين في أعوام حكم الإمبراطور ميجي. تبدأ جميع التواريخ بالرمز الياباني 明治 (ميجي)، متبوعًا بسنة حكمه التي سكت العملة المعدنية فيها.
| السنوات | تقويم ياباني | تقويم ميلادي | العدد       |
| ------- | ------------ | ------------ | ----------- |
| 3       | 三           | 1870         | 883٬293     |
| 7       | 七           | 1874         | غير معروف   |
| 9       | 九           | 1876         | 178         |
| 10      | 十           | 1877         | 39          |
| 13      | 三十         | 1880         | 87          |
| 25      | 五十二       | 1892         | غير متداولة |

## الجمع
عملة 2 ين الوحيد الظاهرة هي إصدارات السنة الأولى بتاريخ 1870 (السنة الثالثة) أما البقية فهي نادرة جدًا. إصدار تاريخ 1880 (العام 13) الموجود منه عشرة قطع معروفة فقط من إجمالي أقل من 100 قطعة. بيعت اثنتين على الأقل منها في مزاد؛ واحدة في عام 2008 بمبلغ 299,595 دولارًا أمريكيًا، والآخر في عام 2011 بمبلغ 75,000 دولار أمريكي. عرض أيضا إصدار 1876 (السنة 9) في مزاد ياباني عام 2016 بمبلغ 144,000 دولار أمريكي.